# بي. كيفن تورنر
بي. كيفن تورنر (بالإنجليزية: Brian Kevin Turner)‏ هو شخصية أعمال أمريكي، ولد في 3 أبريل 1965 في أوكلاهوما في الولايات المتحدة.

## وصلات خارجية
- بي. كيفن تورنر على موقع إن إن دي بي (الإنجليزية)